# Максвелл Ворберн Лонг
Ма́ксвелл Во́рберн Ло́нг (англ. Maxwell Warburn Long; 16 жовтня 1878 — 4 березня 1959) — американський легкоатлет, чемпіон літніх Олімпійських ігор 1900 року з бігу на 400 м.

## Життєпис
Народився 16 жовтня 1878 року.
На літніх Олімпійських іграх 1900 року в Парижі брав участь лише в змаганнях з бігу на 400 м. Півфінал виграв, побивши Олімпійський рекорд, а у фіналі пробіг ще швидше, побивши власне досягнення. Його результат — 49,4 с.
У тому ж 1900 році в змаганнях у Нью-Йорку встановив світовий рекорд — 47,8 с.